# ایتو (بازیکن فوتبال)
ایتو (به پرتغالی: Oélilton Araújo dos Santos) مدافع، هافبک اهل برزیل است که در شهر Valente, باهیا و در تاریخ ۸ مارس ۱۹۸۱ به دنیا آمده‌است.
ایتو در تیم‌های فوتبال Bahia سابقهٔ حضور دارد.